# San Vicente del Caguán
San Vicente del Caguán – miasto w Kolumbii, w departamencie Caquetá.